# 佐々木信行
佐々木 信行（ささき のぶゆき、1953年5月2日 - ）は、宮城県本吉郡津山町（現：登米市）出身の元プロ野球選手（捕手）・コーチ・監督、解説者。

## 来歴・人物
佐沼高校から一般企業への就職が内定していたが、一転して1971年のドラフト10位でロッテオリオンズに入団。弘田澄男・成重春生・倉持明と同期で、1979年にはシーズン序盤の6試合に先発マスクを被るが、当時の主力捕手である高橋博士・土肥健二の壁は破れなかった。1980年以降は一軍出場もなくなり、1982年限りで現役を引退。
引退後もオリオンズ（川崎）→マリーンズ（千葉）とロッテ一筋で、現役時代から並行して行ってきたブルペン捕手や二軍コーチ補佐（1987年 - 1990年）、二軍コーチ（1991年）、一軍ブルペンコーチ（1992年, 1999年 - 2000年）、二軍バッテリー兼育成コーチ（1993年、二軍バッテリー育成担当コーチ（1994年）、一軍バッテリーコーチ補佐（1996年）、二軍総合コーチ（2001年）、一軍バッテリーコーチ（1998年途中, 2002年）、二軍監督（2003年）を歴任。
現場を離れて2年後の2005年からは東北楽天ゴールデンイーグルスの誕生を期に、地元・仙台のTBCラジオから解説者として迎えられた。選手としてよりも裏方としてチームを支える期間が長かったため、チームの内情や選手の心情にことに詳しい。
解説業と並行して、青葉区国分町で居酒屋「野球茶屋　暖風（ダンプ）」を経営していたほか、2014年11月からは若林区で「暖風はり灸接骨院」を経営していた。
2015年に宮城県仙台第一高等学校と仙台六大学リーグ・東北工業大学臨時コーチに就任し、2017年2月には東北工業大学ヘッドコーチに就任。2018年までは解説業と大学での指導を並行して行ってきたが、規定によりベンチ入りが認められなかったため、この年限りで解説業を辞め、2019年からはコーチ専業となった。

## 詳細情報

### 年度別打撃成績
| 年 度    | 球 団    | 試 合 | 打 席 | 打 数 | 得 点 | 安 打 | 二 塁 打 | 三 塁 打 | 本 塁 打 | 塁 打 | 打 点 | 盗 塁 | 盗 塁 死 | 犠 打 | 犠 飛 | 四 球 | 敬 遠 | 死 球 | 三 振 | 併 殺 打 | 打 率 | 出 塁 率 | 長 打 率 | O P S |
| -------- | -------- | ----- | ----- | ----- | ----- | ----- | -------- | -------- | -------- | ----- | ----- | ----- | -------- | ----- | ----- | ----- | ----- | ----- | ----- | -------- | ----- | -------- | -------- | ----- |
| 1974     | ロッテ   | 2     | 1     | 1     | 0     | 0     | 0        | 0        | 0        | 0     | 0     | 0     | 0        | 0     | 0     | 0     | 0     | 0     | 1     | 0        | .000  | .000     | .000     | .000  |
| 1976     | ロッテ   | 13    | 4     | 4     | 0     | 0     | 0        | 0        | 0        | 0     | 0     | 0     | 0        | 0     | 0     | 0     | 0     | 0     | 1     | 1        | .000  | .000     | .000     | .000  |
| 1978     | ロッテ   | 5     | 8     | 8     | 1     | 4     | 0        | 1        | 0        | 6     | 2     | 0     | 0        | 0     | 0     | 0     | 0     | 0     | 3     | 0        | .500  | .500     | .750     | .250  |
| 1979     | ロッテ   | 26    | 30    | 29    | 3     | 6     | 0        | 0        | 1        | 9     | 3     | 0     | 1        | 1     | 0     | 0     | 0     | 0     | 2     | 1        | .207  | .207     | .310     | .517  |
| 通算:4年 | 通算:4年 | 46    | 43    | 42    | 4     | 10    | 0        | 1        | 1        | 15    | 5     | 0     | 1        | 1     | 0     | 0     | 0     | 0     | 7     | 2        | .238  | .238     | .357     | .595  |

### 年度別守備成績
| 年 度 | 捕手 | 捕手   | 捕手   | 捕手   | 捕手   |
| 年 度 | 試合 | 企図数 | 許盗塁 | 盗塁刺 | 阻止率 |
| ----- | ---- | ------ | ------ | ------ | ------ |
| 1974  | 2    | 0      | 0      | 0      | -      |
| 1976  | 3    | 5      | 4      | 1      | .200   |
| 1978  | 4    | 4      | 4      | 0      | .000   |
| 1979  | 22   | 20     | 12     | 8      | .400   |
| 通算  | 31   | 29     | 20     | 9      | .310   |

### 記録
- 初出場：1974年8月22日、対日本ハムファイターズ後期10回戦（後楽園球場）、7回裏に捕手として出場
- 初先発出場：1976年9月2日、対ロッテオリオンズ後期9回戦（宮城球場）、7番・指名打者として先発出場（偵察要員、長谷川一夫と交代）
- 初安打：1978年5月20日、対クラウンライターライオンズ前期7回戦（平和台球場）、5回表に石井茂雄から
- 初打点：同上、9回表に石井茂雄から2点適時三塁打
- 初本塁打：1979年4月17日、対南海ホークス前期1回戦（大阪スタヂアム）、7回表に田村政雄からソロ

### 背番号
- 69 （1972年）
- 59 （1973年 - 1986年）
- 75 （1987年 - 1991年）
- 88 （1992年）
- 76 （1993年 - 1994年）
- 92 （1995年 - 1998年）
- 71 （1999年 - 2003年）

## 関連情報

### 過去の出演番組
- TBC Exciting Ballpark
- TBCパワフルベースボール